# Самар, Валентина Ивановна
Валентина Ивановна Самар — украинская журналистка. Главный редактор Центра журналистских расследований. Собственный корреспондент еженедельника «Зеркало недели» в Крыму. Член Национального союза журналистов Украины.

## Биография
Окончила факультет журналистики Киевского государственного университета имени Т. Г. Шевченко в 1989 году.
1992—1995 годах — редактор теле- и радиопрограмм на ГТРК «Крым» . Параллельно с этим Самар руководила творческим объединением «Остров Крым». После этого начала работать на Черноморской телерадиокомпании, где была программным директором радио «Ассоль», шеф-редактором службы новостей «Волна», автором и ведущей программы «Прозрачная власть» (1996—2001) и ведущей программы «Вопрос национальной безопасности». С 1993 года работала собственным корреспондентом Украинской службы Би-Би-Си. Сертифицированный тренер по журналистике (ВВС World Service Trust).
В 1994—1998 годах — корреспондент ТК «Нова мова», в 1997—2000 годах — корреспондент программы ТСН на канале «1+1». В 2002—2005 годах — корреспондент «Нового канала» в Крыму. Председатель правления общественного объединения «Информационный пресс-центр» и главный редактор Центра журналистских расследований .
В 2010 году вошла в состав Рабочей комиссии по рассмотрению обращений журналистов, связанных с препятствием их профессиональной деятельности в Крыму.
В связи с аннексией Крыма Россией Самар в 2014 году переехала в Киев, где продолжила работу в Центре журналистских расследований и программе «Вопрос национальной безопасности» на ЧТРК. В 2018 году входила в состав жюри конкурса профессиональной журналистики «Честь профессии».

## Политические взгляды
В качестве журналиста декларирует непредвзятый подход к событиям, при этом выступая как политический комментатор и как гражданка Украины занимает активную проукраинскую позицию в крымском вопросе. Считает Крым оккупированной территорией, неоднократно заявляла о его будущем возврате в состав Украины. Крымский референдум 2014 года и его результаты считает юридически ничтожным, а Республику Крым называет «абсолютно неправовой территорией». Призывала к ужесточению украинского законодательства в отношении структур, взаимодействующих с полуостровом, введению секторальных санкций. Занимается поиском собственности украинских предпринимателей на территории Крыма и привлечения к ней общественного внимания. Ведёт также поиск данных на участников аннексии Крыма.

## Награды
- Золотая медаль украинской журналистики.
- Победитель конкурса «СМИ за межэтническую толерантность и консолидацию общества» в номинация «Права национальных меньшинств на Украине» (2005)[10]
- Победитель Национального конкурса на лучшее журналистское расследование, разоблачающее коррупцию в Украине в номинации «расследование в региональном телерадиоэфире» (2009)[11]
- Благодарность Постоянного представителя Президента Украины в АР Крым (2011)[12].
- Лауреат премии общественной организации «Телекритика» «За профессиональную этику» (2014)[13].
- Лауреат премии «Свободная пресса Восточной Европы» (2015)[14][15].

## Семья
Муж — Дмитрий Юрьевич Коробов. Дочь — журналист Леся Олеговна Иванова, сын — Александр Дмитриевич Коробов .